# Protodipseudopsis
Protodipseudopsis là một chi côn trùng trong bộ Trichoptera. Loài đặc trưng là Protodipseudopsis sjoestedti.

## Các loài
Các loài trong chi này gồm:
- Protodipseudopsis bicincta
- Protodipseudopsis congolana
- Protodipseudopsis decolorata
- Protodipseudopsis laticornis
- Protodipseudopsis sjoestedti